# Ugljikov asteroid
Ugljikov asteroid (razreda, vrste, tipa C), vrsta asteroida u podjeli prema spektralnoj analizi odrazne svjetlosti, što je u svezi sa sastavom njihove površine. Ima ih oko 75% i sadrže tamne ugljikove spojeve. Druge dvije vrste su metalne (M), kojih je oko 8%, i silikatne (S), kojih je oko 17%.  Ističu se vrlo niskim albedom zbog visoka udjela ugljika, uz stijene i minerale. Najčešće se pojavljuju na vanjskom asteroidnom pojasu, 3,5 AJ od Sunca, u kojem je 80% asteroida ove vrste, dok je samo 40% asteroida razreda C na 2 AJ od Sunca. Udio asteroida vrste C može zapravo biti veći od ovog, jer su asteroidi tipa C dosta tamniji te stoga teži za otkriti, nego ostale vrste asteroida, osim za malu skupinu vrste D i ostalih koji su na krajnjem vanjskom rubu Glavnog asteroidnog pojasa.